# Grönsvart Göteborg
Grönsvart Göteborg var en supporterförening till Gais Bandy bildad i oktober 2003. Föreningen var tidigare inriktad på Gais fotbollslag men inför säsongen 2010 bestämde man att bli en supporterförening för Gais Bandy.
Föreningens huvudmål är i stort sett att få så bra stämning som möjligt bland supportrar både före och efter match. Nya klackramsor och sånger sjungs in på puben som sedan läres vidare på läktaren.

## Andra supporterföreningar till GAIS
- Makrillarna
- Gårdakvarnen
- Gais Tifo
- Spirrklubben